# Чернай, Николай Александрович
Николай Александрович Чернай (7 июня [19 июня] 1849, Харьков, Российская империя — 5 декабря 1912) — учёный-химик,  профессор Харьковского университета. 

## Биография
Рожден в семье Черная Александра Викентьевича.
После окончания в 1866 году курса гимназии получил серебряную медаль, поступил в Харьковский университет на физико-химическое отделение физико-математического факультета, а уже в 1870 году окончил курс Университета. В университете работал под руководством Н. Н. Бекетова, чьи лекции посещал с 15-ти лет. Через три года после завершения обучения в университете сдал экзамены на степень магистра. В следующем году за свои деньги отправился работать в лаборатории Бунзена и Кирхгофа. В 1876 году по возвращении защитил диссертацию на степень магистра химии «О воспламенении газовых смесей».
В 1877 году поступил исправляющим должность преподавателя естественных наук в Курское реальное училище, а через год перешёл в Харьковское реальное училище преподавателем химии. В 1881 году был избран доцентом химии по медицинскому факультету. В 1884 году вернулся на пост преподавателя в Харьковское реальное училище. В 1886 году приглашен преподавателем химии в Харьковский Технологический Институт, в 1889 году был назначен штатным преподавателем Института, в 1904 году — адъюнкт- профессором, в 1907 году — профессором.
В университете читал лекции по неорганической и аналитической химии, руководил практическими занятиями в лаборатории общей химии. Осенью 1911 года Н. А. Чернай прекратил чтение лекций и руководство практическими занятия, однако продолжил свои научные изыскания.
Кроме того, был одним из наиболее влиятельных членов Учебного Комитета Института, много лет был членом хозяйственного комитета в суде по студенческим делам. Много лет был председателем Попечительного Совета 1-й женской гимназии.

## Основные работы
- О воспламенении газовых смесей (Магист. Диссерт) Харьков, 1876.
- О теплотворной способности каменного угля. Проток. засед. физ.-хим. секции общ. опытно. наук при Харьк.унив.1882., стр. 13.
- О содержании угольного ангидрида в воздухе. Проток. засед. физ.-хим. секции общ. опытно. наук при Харьк.унив.1882., стр. 31 и 1883, стр. 1.
- О расширении растворов солей от теплоты Журнал Русского Химического Общества 20, 430 (1888); статья вторая, 20, 486; статья третья, 21, 73 (1889); статья четвертая, 21, 176.
- О расширении растворов солей от теплоты, Харьков, 1889, 81 стран.
- О содержании угольного ангидрида в источниковых водах окрестностей г. Харькова.
- Краткий курс качественного анализа для начинающих.
- Несколько определений температур наибольшей плотности растворов хлористого водорода в воде и расширение их от нагревания, Журнал Русского Химического Общества, 40, 518 (1908).
- Определение удельного веса, температуры наибольшей плотности и точки замерзания морской воды из Черного и Балтийского морей. Изв. Харьк. Технол. Инст., 4 (1908)
- Несколько химических задач для студентов (1 и 2 семестра) Харьковского Технологического Института, Харьков, 1909
- Биография И. М. Пономарева. Журнал Русского Химического Общества. 44, 485 (1912).
- Биография Н. К. Яцуковича Журнал Русского Химического Общества. 44, 493 (1912)
- Удельные веса насыщенных водных растворов при различных температурах для некоторых солей, Журнал Русского Химического Общества. 44, 1565 (1912)
- Воспоминания о профессоре Николае Николаевиче Бекетове. Биография И. М. Пономарева. Журнал Русского Химического Общества. 45, 428 (1913)
- Удельные веса и коэффициенты расширения насыщенных при различных температурах растворов Na2SO4 Биография И. М. Пономарева. Журнал Русского Химического Общества. 46, 8 (1914)